# Белая яблонная плодожорка
Белая яблонная плодожорка (лат. Spilonota albicana) — бабочка, вредитель плодовых культур, поражающий листву, бутоны и плоды культурных розоцветных.К повреждаемым культурам относятся, кроме культурных яблонь, груш, вишен и слив, также дикие розоцветные.
Кроме России также встречается в Китае, Японии, Корее 
Размах крыльев составляет 13-15 мм. Передние крылья беловатые, с сероватыми поперечными линиями у основания и вдоль переднего края. Задние крылья серые. Взрослые особи находятся в полете с середины мая по июнь и с середины июля по конец августа в двух поколениях в год.
Вид зимует в виде взрослой личинки в белом коконе, сделанном в щелях коры, в опавших листьях или в поверхностном слое земли.